# Gekås
Koordinaten: 57° 8′ 3″ N, 12° 42′ 51″ O
Gekås Ullared AB ist ein Kaufhaus in Ullared, Schweden. Das Unternehmen wurde 1963 von Göran Karlsson als „Ge-Kås Manufaktur“ gegründet. Das Kaufhaus hatte im Jahr 2011 insgesamt 4,6 Millionen Kunden (2016, 4,8 Millionen), die Waren für 4,2 Milliarden SEK kauften. Es verfügt über eine Fläche von 35.000 m², 6700 Einkaufswagen und 82 Kassen. Das Kaufhaus kann von 5500 Kunden gleichzeitig besucht werden. Am 30. Juli 2013 wurde eine Rekordbesucherzahl von 27.500 Kunden erreicht. Am 9. November 2019 wurde ein Umsatzrekord von 41,7 Millionen Kronen erzielt.

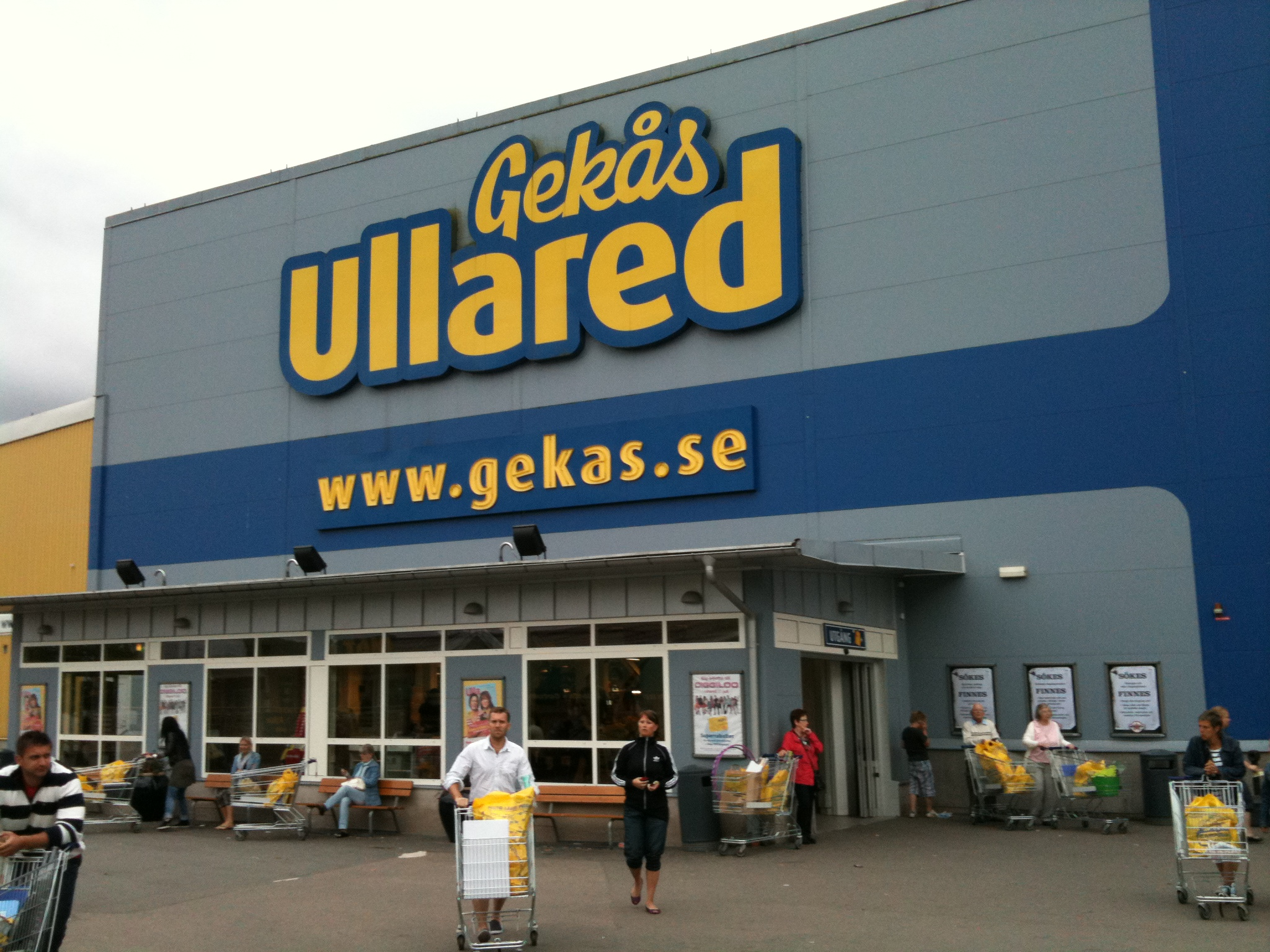
Gekås-Kaufhaus in Ullared